# Odaipatti
Odaipatti é uma panchayat (vila) no distrito de Theni, no estado indiano de Tamil Nadu.

## Demografia
Segundo o censo de 2001,  Odaipatti  tinha uma população de 13,116 habitantes. Os indivíduos do sexo masculino constituem 50% da população e os do sexo feminino 50%. Odaipatti tem uma taxa de literacia de 64%, superior à média nacional de 59.5%: a literacia no sexo masculino é de 76% e no sexo feminino é de 52%. Em Odaipatti, 11% da população está abaixo dos 6 anos de idade.